# 葉有詞
葉有詞（?—?），字是根。清朝政治人物。福建福清人，進士出身。

## 生平
雍正十年（1732年）壬子科福建乡试解元。乾隆四年（1739年）己未科進士，二甲第七十七名。